# کیچی اوکابه
کِیچی اوکابه (Keiichi Okabe _ 岡部 啓) (متولد ۲۶ مه ۱۹۶۹) آهنگسازی ژاپنی است که بیشتر برای ساخت آهنگ‌های سری بازی‌های تَکِن (Takken) و دِرَیکِن‌گارد (Drakengard) شناخته شده‌است. او کارش را در شرکت نامکو (Namco) در سال ۱۹۹۴، و با ساخت آهنگ برای بازی‌های آرکید شروع کرد. به غیر از بازی‌های ویدیویی، او برای انیمه‌هایی مانند (!!Working) و (Yuki Yuna is a Hero) نیز آهنگسازی کرده‌است. در کنار این کارها، او برای خواننده‌های پاپ نیز آهنگ‌هایی را آماده کرده‌است. او همچنین استودیوی آهنگسازی «موناکا» را در سال ۲۰۰۴ تأسیس کرد.